# 花桥水库
花桥水库是中国云南省大理白族自治州宾川县鸡足山镇境内的一座水库，位于炼洞河上，建于1958年。水库正常库容为1329万立方米，集雨面积为167平方千米，海拔为1803.7米。